# Thomas Neville (mort en 1460)
Pour les articles homonymes, voir Thomas Neville.
Thomas Neville (vers 1429 – 30 décembre 1460) est un important seigneur du Nord de l'Angleterre et un combattant yorkiste durant la guerre des Deux-Roses.

## Biographie

### Jeunesse et mariage
Né vers 1429, Thomas Neville est le deuxième fils de Richard Neville, 5e comte de Salisbury, et d'Alice Montagu. Il est mentionné la toute première fois en 1448 lorsqu'il est nommé par son oncle Robert Neville comme intendant de l'évêché de Durham, ce qui lui assure un revenu annuel de 20 livres. Le 24 mars 1450, il est nommé shérif du Glamorgan : à ce titre, il est témoin d'une charte signée par son frère aîné Richard, 16e comte de Warwick, le 12 mars 1451 concernant certaines de ses possessions héritées de la famille le Despenser et est en outre chargé par Richard de l'assister dans la gestion de ses terres dans le Warwickshire. Le 5 janvier 1453, Thomas Neville est adoubé à la Tour de Londres par le roi Henri VI aux côtés d'Edmond Tudor, 1er comte de Richmond, et de Jasper Tudor, 1er comte de Pembroke. L'historien Ralph A. Griffiths décrit cette cérémonie comme « une tentative de conserver une loyauté [des Neville] qui avait été récemment mise à rude épreuve ».

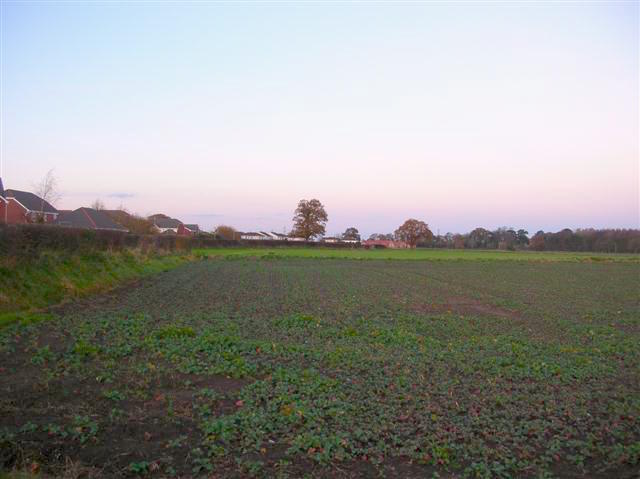
Stamford Bridge, où a lieu l'affrontement final entre les Neville et les Percy.

Le 1er mai 1453, Thomas Neville est autorisé par le roi à épouse Maud Stanhope, la veuve de Robert Willoughby, 6e baron Willoughby d'Eresby. Ralph A. Griffiths pense que l'annonce de ce mariage imminent est la cause immédiate de la querelle avec la famille Percy. En effet, Maud est la nièce et l'une des deux héritières de Ralph de Cromwell, un des plus riches et plus influents barons du Nord de l'Angleterre. En alliant sa famille avec les Neville, Cromwell a ainsi la possibilité d'établir « un contrepoids [face à ses] ennemis ». Ralph de Cromwell dépense la somme colossale de 2 000 livres pour les noces, ce qui laisse à penser que « le prix que les Neville ont pu tirer était une mesure du désespoir de Cromwell ». De plus, selon Griffiths, non seulement l'ascension des Neville constitue un nouvel anathème pour les Percy, mais leur nouvelle connexion avec Cromwell a donné aux Neville un accès immédiat aux manoirs de Wressle et Burwell, auparavant détenus par les Percy et que ces derniers avaient sans doute espéré pouvoir récupérer après la mort de Cromwell.

### Carrière militaire
Les Neville constituent l'un des quatre plus importants propriétaires terriens du Nord de l'Angleterre aux côtés de Richard Plantagenêt, 3e duc d'York, la couronne (qui contrôle le duché de Lancastre) et la famille Percy (dont le chef Henry est comte de Northumberland). Toutefois, le roi et le duc d'York sont généralement absents du Nord. De ce fait, les seules tensions possibles concernent uniquement les Neville et les Percy. En 1453, la rivalité entre les deux familles se transforme en violence ouverte, puisque Thomas Neville et son frère John recherchent activement le combat avec le colérique Thomas Percy et son frère Richard, deux des fils du comte de Northumberland. Le 24 août 1453, alors que Thomas Neville retourne dans le Yorkshire avec sa nouvelle épouse et sa suite après avoir célébré ses noces chez Ralph de Cromwell au château de Tattershall, les forces de Thomas Percy, estimées à 5 000 hommes, lui tendent une embuscade près d'Heworth. Si les forces des Neville s'en sortent indemnes et parviennent à repousser les assaillants, les combats se poursuivent jusqu'à la défaite des Percy à Stamford Bridge le 31 octobre ou le 1er novembre 1454, lors de laquelle Thomas et Richard Percy sont capturés par Thomas et John Neville et ensuite emprisonnés à la prison de Newgate.
En 1457, Thomas Neville est nommé chambellan de l'Échiquier et assiste son père dans le contrôle des Marches écossaises, pour un revenu de 500 marcs, soit un quart de celui de son père. L'année suivante, il sert de gage au bon comportement de son oncle William Neville, dans des activités obscures impliquant peut-être de la piraterie. À l'été 1459, la situation politique en Angleterre bascule en guerre civile : Thomas accompagne son père lorsque ce dernier conduit une armée depuis le château de Middleham afin d'effectuer sa jonction avec le duc d'York à Ludlow. En chemin, l'armée des Neville est interceptée le 23 septembre par James Tuchet, 5e baron Audley, lors de la bataille de Blore Heath. Si la bataille résulte en une victoire des Neville, Thomas et son frère John sont cependant capturés le lendemain près de Tarporley, dans le Cheshire. Michael Hicks pense que leur capture a lieu pendant leur retraite vers le Nord en raison de leurs blessures, tandis que Rosemary Horrox suggère que les deux frères se sont aventurés trop loin pour poursuivre des fuyards. Condamnés par le Parlement des démons deux mois plus tard, ils sont emprisonnés à Chester et ne sont libérés qu'après la victoire de leur frère Richard à la bataille de Northampton en juillet 1460. Après sa libération, Thomas est aussitôt nommé au poste de gardien des Royal Mews, est chargé d'arrêter et d'emprisonner ceux qui perturbent la paix et reçoit plusieurs revenus du duché de Lancastre.

### Acte d'Accord et mort

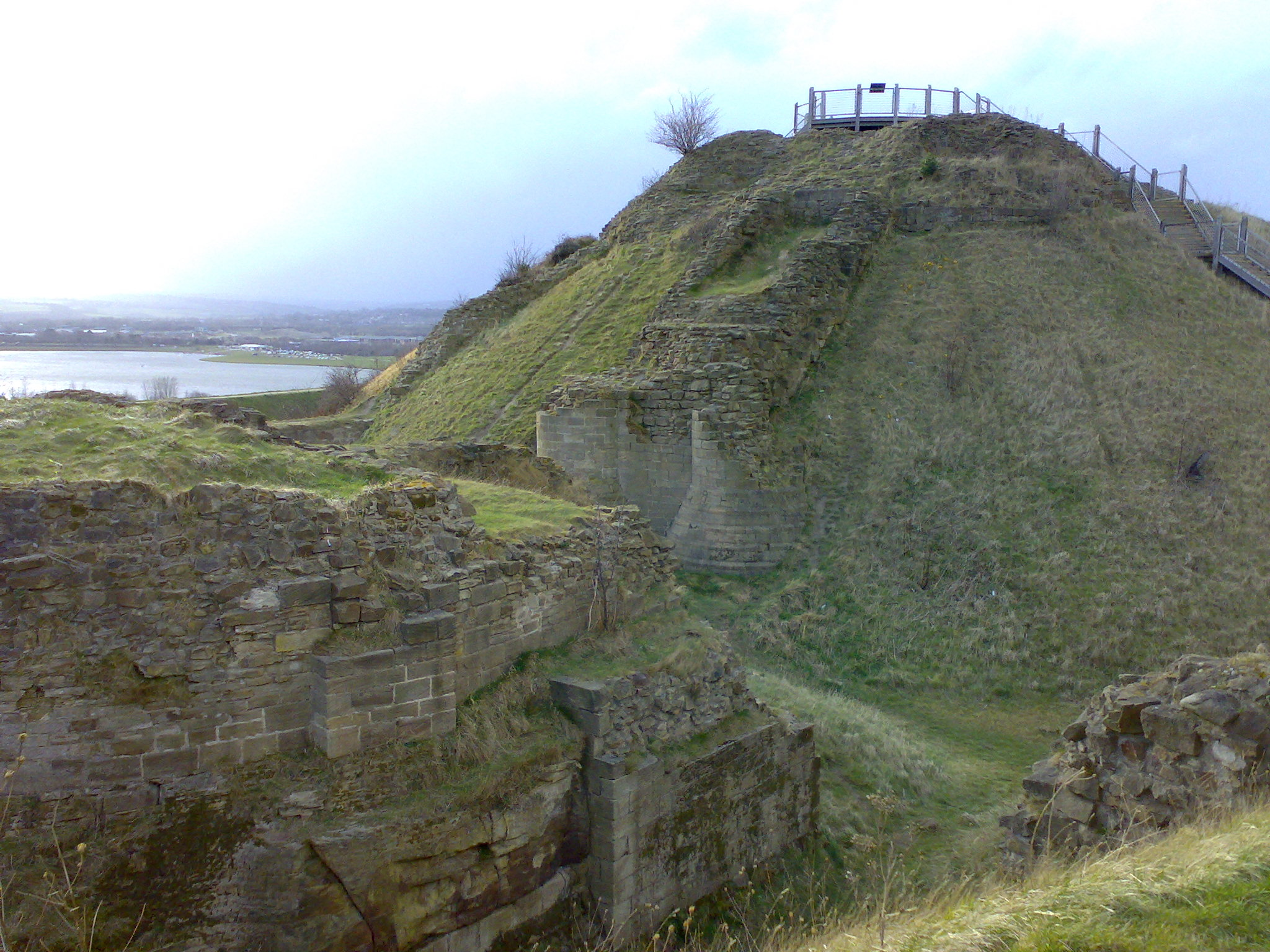
Les restes du château de Sandal, où Thomas Neville passe les dernières semaines de sa vie.

Lorsque le duc d'York rejoint ses alliés et revendique le trône devant le Parlement le 10 octobre 1460, les Neville s'opposent à sa revendication, comme l'ensemble de la noblesse présente. Thomas Neville semble avoir joué un rôle fondamental en soulignant l'hostilité catégorique de son père aux projets du duc d'York. Peut-être avec son frère Richard, il rencontre le duc au Palais de Westminster, où ce dernier occupe les appartements royaux, et l'informe que sa position est intenable aux yeux des lords et du peuple. D'après P. A. Johnson, l'archevêque de Cantorbéry Thomas Bourchier refuse de confronter le duc d'York, contraignant ainsi Thomas Neville à discuter à deux reprises avec le duc entre le 11 et le 13 octobre : « ce qui a été dit à l'époque est inconnu, mais le mandat de Neville a dû être à la fois brutal et sans ménagement ». Finalement, le duc d'York est contraint d'acquiescer à un compromis établi par l'Acte d'Accord le 25 octobre et est reconnu comme héritier et futur successeur d'Henri VI, au détriment du fils de ce dernier, Édouard de Westminster.
Pendant ce temps, les adversaires du duc d'York rejettent l'Acte d'Accord et se regroupent dans le Yorkshire, où ils mettent à sac les possessions du duc et du comte de Salisbury. Thomas Neville accompagne le duc et son père lorsque ces derniers quittent Londres le 2 décembre pour restaurer l'ordre dans le Nord. Ayant atteint le château de Sandal le 21 décembre, les forces yorkistes semblent avoir conclu une trêve avec leurs adversaires pendant Noël. Toutefois, le 30 décembre, le duc d'York, accompagné de son fils Edmond, du comte de Salisbury et de Thomas Neville, conduit une sortie pour s'attaquer à l'armée lancatrienne qui les assiège. L'armée yorkiste est anéantie lors de la bataille de Wakefield : Thomas Neville est tué pendant les combats, tout comme le duc d'York et son fils, tandis que son père est exécuté après sa capture. Leurs têtes sont ensuite fichées par les Lancastriens sur les murs de la ville d'York. Trois mois plus tard, après le triomphe yorkiste à la bataille de Towton, les restes de Thomas sont retirés des remparts d'York et déposés dans le prieuré dominicain de la ville. Finalement, Richard Neville ordonne en février 1463 que les dépouilles de son père et de son frère rejoignent celle de sa mère dans la commanderie de Bisham.